# 中華民國—索馬利蘭關係
中華民國與索馬利蘭共和國無正式外交關係，但於對方首都互設具大使館功能的代表機構。

## 政治

### 外交

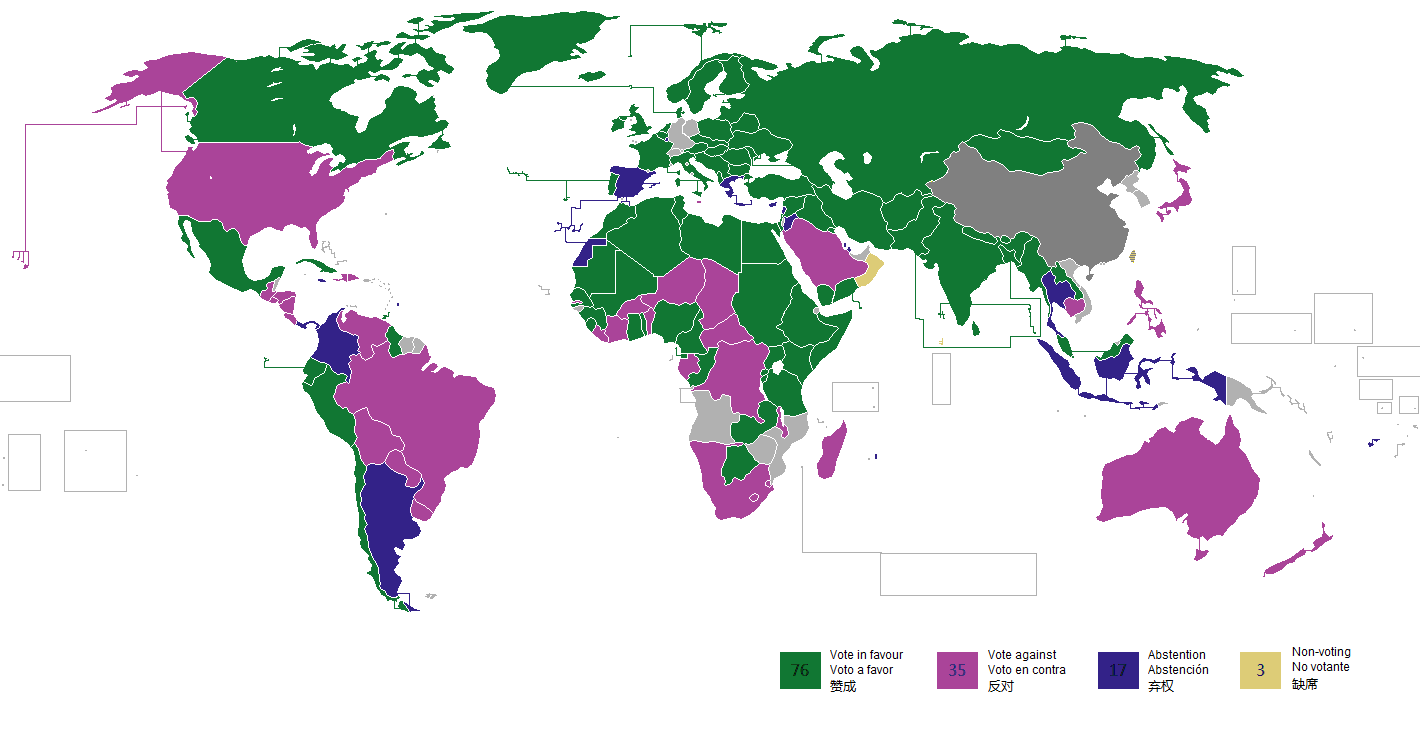
綠色國家表示在1971年的投票中反對中華民國續留聯合國，即《聯合國大會2758號決議》，其中包括索馬利亞。索馬利蘭當時是索馬利亞的一部分，自1991年事實上獨立。

中華民國自2020年事實上承認索馬利蘭共和國是獨立國家，兩國自2009年起逐步建立良好的互動關係。
2019年11月，中華民國外交部亞西及非洲司長楊心怡前往索馬利蘭會見中央銀行總裁賈瑪，賈瑪希望能與中華民國中央銀行建立緊密的夥伴關係。
2020年2月，財團法人國際合作發展基金會（國合會）前往索馬利蘭，就農業、健康與科技發展洽談更緊密合作，索馬利蘭副總統在官邸設宴款待，農業部長、外交暨國際合作部次長等官員出席晚宴。26日，兩國外交部簽署《中華民國（臺灣）政府與索馬利蘭共和國政府雙邊議定書》，開啟兩國各領域的關係。
2020年7月30日，前中華民國總統李登輝逝世，索馬利蘭外交部在Twitter發文表示「前總統李登輝逝世，對於這樣的一個巨大損失，索馬利蘭外交部代表政府與人民，向台灣政府與人民獻上衷心慰問，我們與台灣同在。」
2020年8月3日，《索馬利蘭紀事報》（Somaliland Chronicle）報導，索馬利蘭總統比希指示研議與台灣強化雙邊關係的具體作法，並仔細研究美國的《台北法案》，據以提出相關建議。
2021年4月2日，臺灣太魯閣號列車發生事故，造成重大傷亡，索馬利蘭總統比希致電中華民國駐索馬利蘭代表羅震華表達慰問。
2021年4月，對於索馬利蘭部分民眾認為與臺灣發展關係會得罪中國，該國代理外交部長奧斯曼（Liban Yousuf Osman）表示，兩國對民主與自由有共同的價值觀，「我們歡迎任何想要與索馬利蘭建交的國家，包括中國，但是我們不會因為中國而把臺灣踢走。」「我們可以成為非洲之角的臺灣，臺灣是一個成功的故事，而我們想要複製它的發展模式。」
2022年2月8日，索馬利蘭外交部長瑞格薩、財政發展部長希爾、計畫暨國家發展部長阿卜迪拉希、畜牧暨漁業部長穆罕默德抵臺訪問，期間會見中華民國總統蔡英文、外交部長吳釗燮等政府官員。
2023年5月12日，中華民國立法院成立「臺灣與索馬利蘭國會友好聯誼會」。7月31日，索馬利蘭貿工暨觀光部長薩德訪臺。
2024年5月20日，索馬利蘭長老院第一副議長阿塞德（Said Jama Ali）、外交部副部長艾羅妲（Rhoda Jama Elmi）抵台參加中華民國新任總統賴清德、副總統蕭美琴的就職典禮。12月12日，中華民國外交部政務次長吳志中前往索馬利蘭參加新任總統阿布杜拉喜的就職典禮。
2025年7月21日，索馬利蘭外交部長巴卡曼（Abdirahman Dahir Adam）、總統府部長卡達爾（Khadir Hussein Abdi）、海岸防衛隊司令哈里耶、總統府首席外交顧問穆姆德（首任駐臺代表）訪臺。期間除會見總統賴清德、國家安全會議秘書長吳釗燮、外交部長林佳龍，並與海洋委員會海巡署簽署《中華民國（臺灣）政府與索馬利蘭共和國政府海巡合作協定》。

### 代表機構

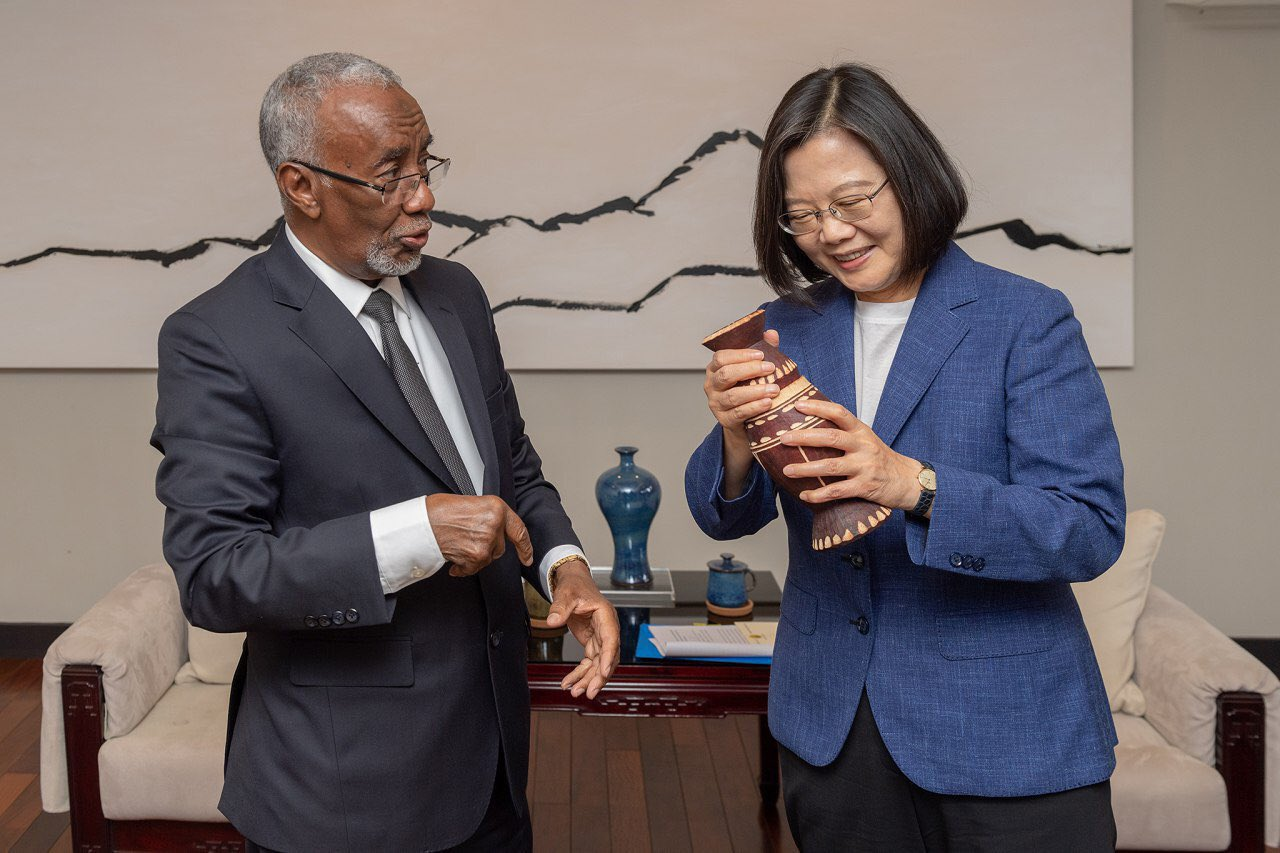
中華民國總統蔡英文會見索馬利蘭外交部長穆雅辛。

2020年2月26日，中華民國政府與索馬利蘭政府經過協商，由中華民國外交部長吳釗燮與索馬利蘭外交部長穆雅辛在台北共同簽署《中華民國（臺灣）政府與索馬利蘭共和國政府雙邊議定書》。兩國同意以台灣代表處（Taiwan Representative Office）與索馬利蘭代表處（Somaliland Representative Office）的名稱互設官方代表機構，待遇比照處理外交人員特權與豁免的《維也納外交關係公約》。在簽署儀式後，穆雅辛也會見總統蔡英文。7月1日，吳釗燮正式對外宣布，揭牌日期由兩國進一步協商；索馬利蘭總統比希則在Twitter分享蔡英文的推文，並表示索馬利蘭與代表團感謝蔡英文在其訪問台灣時的誠摯接待，兩國的關係是建構在共享價值與相互尊重。
2020年7月3日，中華民國外交部宣布由駐沙烏地阿拉伯王國台北經濟文化代表處參事羅震華擔任駐索馬利蘭首任代表；7月4日，索馬利蘭外交部宣布由資深外交官穆姆德擔任駐台灣首任代表，於8月7日抵達台灣赴任。
2020年8月17日，中華民國於索馬利蘭首都哈尔格萨設立具大使館功能的台灣駐索馬利蘭共和國代表處，由首任代表羅震華與索馬利蘭外交部長穆雅辛主持揭牌儀式，代表處前並升起中華民國國旗。兩國外交部長則異地簽署《中華民國（臺灣）政府與索馬利蘭共和國政府技術合作協定》。
2020年9月9日，索馬利蘭於中華民國首都台北設立類似功能的索馬利蘭共和國駐台灣代表處，由首任代表穆姆德與中華民國外交部長吳釗燮主持揭牌儀式。索馬利蘭總統比希透過影片祝賀，期盼雙方關係透過互設代表處強化兩國經貿與合作發展。

#### 後續反應
中華民國外交部指出，索馬利蘭位於「非洲之角」，戰略地位十分重要，且台灣在北非與东非沒有設立代表機構（原先的駐利比亞代表處因戰亂而裁撤），索馬利蘭將是非常重要的據點。此外，索馬利蘭有豐富的石油、天然气與魚種，可以讓台灣的遠洋漁船將索馬利蘭視為重要據點。有戰略學者則認為索馬利蘭距離吉布提不遠，中華人民共和國在吉布地有海外軍事基地，可以藉此瞭解其對非洲的影響力。也基於中華民國與美國合作的立場與地緣戰略，先穩定索馬利蘭避免中國介入，並在其宣稱的「海上絲綢之路」圍堵中國。
對於台灣媒體詢問為何以「臺灣」為名，不使用「中華民國」，以及這是否為外交部第一次設立以台灣為名的代表處。中華民國外交部長吳釗燮回應「這不是第一次以台灣為名」，但名稱後來都被改掉，索馬利蘭在商談過程中非常樂意接受「台灣代表處」這個名稱，不使用中華民國，則是因為雙方未建立正式外交關係。對此，中國國民黨表示「中華民國外交處境特殊，長期受到中共當局壓迫以及國際不公平待遇，所以只要能集中有限資源廣結善緣，均應給予肯定。」但「索馬利蘭在全世界並無邦交國，亦不為任何重要国际组织所承認。在無明顯中共壓力下，蔡政府仍未能以中華民國為名設處，因此呼籲外交部勿以建立非正式關係所以不一定要用中華民國代表處，此種似是而非的理由含混帶過。」並表示「在索馬利蘭設處的人員薪資、加給及承租或購置館產等之花費頗大，但官方互動頻率與設處實質效益可能很低。」
中國大陸媒體《观察者网》與《环球时报》分別以「台当局炒作和索马里兰『建交』，对方都不算是一个『国家』」、「剛剛，台當局宣佈『重大外交進展』，呵呵」為題，諷刺索馬利蘭與台灣同為國際社會邊緣人，兩個不被承認的國家互相取暖。
索馬利蘭媒體《索馬利蘭紀事報》（Somaliland Chronicle）7月5日報導，中華人民共和國駐索馬利亞大使覃俭曾訪問索馬利蘭，試圖施壓索馬利蘭取消與台灣互設代表處，且表明其對台灣領土主權的主張，並提議要在首都哈尔格萨設立聯絡辦事處；索馬利亞總統法馬約在接見覃儉時，重申「一个中国原則」並譴責台灣破壞索馬利亞的领土主權完整。此事件也引起部分索馬利亞的民眾不滿，並到中華民國外交部的Facebook表達抗議。
2020年7月6日，中華人民共和國外交部發言人赵立坚表示「中方坚决反对台湾当局同索马里兰互设官方性质机构，或进行任何形式的官方往来。民进党当局病急乱投医，图谋在国际上搞分裂活动，绝不会得逞。」9日，美國國家安全會議在Twitter發文表示「很高興看到台灣在這個有大量需求的時刻，與東非的交往更進一步。台灣在健康、教育、技術協助與很多地方都是很棒的夥伴。」
2020年8月4日，《索馬利蘭紀事報》報導，中華人民共和國駐索馬利亞大使覃儉8月1日起就待在索馬利蘭首都哈爾格薩，先前曾遭索馬利蘭總統比希拒見，後中華人民共和國高階代表團於5日抵達，獲得比希接見。代表團提出建設發展計畫與設立聯絡辦事處，條件是立刻終止與台灣的雙邊關係，但比希拒絕這項有條件的提議，還告知不僅不會與台灣斷絕關係，事實上正努力加強與台灣的外交關係。
2020年8月17日，台灣駐索馬利蘭共和國代表處成立，中華人民共和國外交部發言人趙立堅再次重申7月6日的有關立場。索馬利亞外交部也發表6點聲明，譴責台灣侵犯索馬利亞主權，痛斥此舉分裂索馬利亞人民。「聯邦政府要求台灣停止涉及索馬利亞領土的錯誤投機行為，這是毫不妥協的原則。聯邦政府會採取符合国际法的必要措施，捍衛國家團結、主權、領土完整與政治獨立。」對此，中華民國外交部表示「一索原則與一中原則一樣可笑而荒謬」，台灣與索馬利蘭基於民主自由的理念結盟，索馬利亞政府無權置喙也無權干涉。美国国防部前官員魯賓則認為「講白了，中（华人民共和）國要讓索馬利蘭總統比希或任何繼任者轉向的唯一辦法，就是給予外交承認。」

## 經濟

### 貿易
根據中華民國海關通關業務使用的「中華民國國家標準CNS國際貿易及運輸用地方代碼進出口報關之國家地區代碼」，以及稅則表適用國定稅率的國家或地區，截至2024年無「索馬利蘭」代碼，經濟部國際貿易署亦然，因此無法查詢兩國的官方貿易額。

### 投資
根據中華民國經濟部投資審議司核准對外投資統計，截至2023年底，尚無臺商赴索馬利蘭投資。
2021年12月，台灣中油與英國吉尼尔能源簽署索馬利蘭SL10B/13探勘礦區轉讓協議，取得該礦區49%工作權益，並獲索馬利蘭核准進行探勘工作。預計於2023年鑽探一口義務井，並規劃經由150公里外的柏培拉港連結國際能源市場。未來順利開採石油後雙方合作將擴及葉門盆地，以及推動索馬利蘭礦業與油井周邊基礎建設發展。
臺灣三輪車公司亞而特科技、貿易公司中天國際與電動代步車必翔實業皆已赴索馬利蘭考察。亞而特科技接洽首都哈爾格薩市長阿卜杜勒，獲得該市一百多輛亞而特三輪車之訂單。中天國際以人力開採方式在該國蒐集鋰礦，未來進行更大規模的調查與挖掘。必翔實業在柏培拉打造充電儲能裝置，朝著併網與電網發展。

### 會展
2020年10月，台灣駐索馬利蘭共和國代表處於首都哈尔格萨舉辦首屆「2020台灣商展－索馬利蘭至东非市場」（2020Taiwan Trade Fair-From Somaliland to East Africa），索馬利蘭財政部長希爾、投資推廣部長莫哈默德、外交部代理部長奧斯曼（Liban Yusuf Osman）、中央銀行總裁賈瑪等官員出席，衣索比亞、吉布地、南非則有工商代表蒞臨。此次商展也是索馬利蘭於2020年唯一的大型商展；中華民國外交部委託外貿協會在臺北舉辦「2020年探索非洲商機，『非』你莫屬說明會」，聚焦索馬利蘭、加纳、突尼西亞、埃及、埃塞俄比亚與南非等6國。
2023年3月15日，舉辦首屆「能礦聯合工作小組會議」。雙方就油氣礦產之探勘及開採培訓課程、臺灣在非洲地區石油探採經驗分享及雙方能源與礦產政策等領域強化雙邊合作等議題交流，並達成多項共識。

### 組織
目前在索馬利蘭無臺僑組織，亦無臺灣的金融機構，但已設有當地臺商組織「索馬利蘭台商協會」。

## 交流

### 援助
2009年4月，台灣籍漁船在索馬利亞海域被劫持時，中華民國外交部曾通報求助索馬利蘭柏培拉港務局等單位。
兩國在提升海事安全、醫療衛生與教育等領域進行合作。中華民國政府透過財團法人國際合作發展基金會（國合會）的「友好國家醫事人員訓練計畫」代訓23名索馬利蘭的醫事人員。2020年有3名學生透過外交部的「臺灣獎學金」在臺灣就讀學位。2021年9月，索馬利蘭總統比希以及中華民國駐索馬利蘭代表羅震華等人於總統府舉辦臺灣獎學金受獎學生歡送會，有20名是獲得外交部臺灣獎學金與國合會獎學金，另有17名是獲得臺灣各大專院校提供的個別獎學金。
除了政府間的合作外，臺灣路竹醫療和平會（路竹會）自2006年起多次組團赴索馬利蘭義診，並協助安排醫生赴台受訓。對於2019冠状病毒病疫情在全球擴散，路竹會提供相關醫療用品，中華民國政府也捐贈15萬片外科口罩、15萬劑高端疫苗等物資協助對抗疫情，另捐贈300噸白米因應非洲蝗蟲災害。2021年6月，再捐贈560噸白米予索馬利蘭。
由國合會設立的「駐索馬利蘭技術團」於2020年12月1日揭牌，並於2021年1月起展開「孕產婦及嬰兒保健功能提升」、「蔬果增產與品質提升」、「政府電子化功能提升」3項合作計畫。2021年10月，位於首都哈尔格萨的示範農場正式啟用。
2022年4月1日，索馬利蘭首都哈爾格薩的瓦辛市場（Waaheen market）發生大火。30日，臺灣駐索馬利蘭共和國代表處代表政府與2個非政府组织，捐贈55萬美元予索馬利蘭「支持瓦辛市場火災受災戶委員會」，此外亦包括人道援助物資。
2023年8月28日，捐贈索馬利蘭財政發展部200萬美元。9月4日，捐贈300噸白米以及物資。
2024年1月1日，國合會開始執行「索馬利蘭公衛醫療緊急應變體系建構計畫」。9月3日，中華民國駐索馬利蘭代表羅震華與索馬利蘭交通暨道路發展部長Raabi Abdi Mohamed、首都哈爾格薩市市長阿卜迪卡里姆共同簽署執行協議，由中華民國政府以185萬美元贊助70%工程款來協助拓建連接索馬利蘭埃加勒国际机场與市區的主要大道，並命名為「台灣大道」（Taiwan Road）；10月11日，羅震華與索馬利蘭衛生部長阿里出席贈款儀式，宣布台灣將出資2,200萬美元，在哈爾格薩醫院設立台灣醫學中心，該醫學中心佔地2層樓，並設有97個床位，讓該醫院增加至近600個床位。另捐贈200萬美元，用於該國11月的總統與政黨選舉。
2025年6月12日，捐贈索馬利蘭政府250萬美元。

## 協定
| 日期           | 簽署                                                   | 備註         |
| -------------- | ------------------------------------------------------ | ------------ |
| 2020年2月26日  | 《中華民國（臺灣）政府與索馬利蘭共和國政府雙邊議定書》 | 以下簡稱臺索 |
| 2020年8月17日  | 《臺索技術合作協定》                                   | [ 25 ]       |
| 2020年12月1日  | 《臺索孕產婦及嬰兒保健功能提升計畫執行協議》           | [ 57 ]       |
| 2020年12月20日 | 《臺索蔬果增產與品質提升計畫執行協議》                 | [ 58 ]       |
| 2021年6月16日  | 《臺索醫療合作協定》                                   | [ 59 ]       |
| 2022年3月29日  | 《臺索醫療資訊管理效能提升計畫執行協議》               | [ 60 ]       |
| 2022年5月23日  | 《臺索能源及礦產資源合作協定》                         | [ 61 ]       |
| 2023年7月31日  | 《臺索促進商業及貿易關係瞭解備忘錄》                   | [ 62 ]       |
| 2024年5月22日  | 《臺索政府資料中心與信息安全能力提升計畫執行協議》     | [ 63 ]       |
| 2025年7月24日  | 《臺索海巡合作協定》                                   | [ 64 ]       |

## 簽證

中華民國簽證政策分布圖：持索馬利蘭護照的索馬利蘭人口入境中華民國需要簽證。

索馬利蘭簽證政策分布圖：持中華民國護照的中華民國國民入境索馬利蘭可以落地簽證。

兩國國民皆須申請簽證方可入境對方國家。持中華民國護照的中華民國國民原則上須親赴索馬利蘭共和國駐台灣代表處申辦與領取簽證，無法親赴者經代表處核發同意申請落地簽證信函，於入境索馬利蘭時申辦落地簽證，停留最多30天。
持索馬利蘭護照的索馬利蘭國民抵台參加由中央政府機關主辦、協辦或贊助之國際會議、運動賽事、商展或其他活動，可以電子簽證入境中華民國，停留最多30天並不得延期。

### 事件
索馬利亞政府根據《聯合國大會第2758號決議》，堅持「一個中國」政策，公告自2025年4月30日起，所有由台灣或其附屬機構簽發的護照與相關旅行证件，不得再用於進出與過境索馬利亞。中華民國外交部予以抗議並要求立刻撤銷公告，也因為索馬利亞控制索馬利蘭领空，另呼籲在尚未撤銷前，暫勿前往索馬利蘭。後來在美國的施壓下，該禁令已於6月撤銷。

## 交通

### 航空

#### 客運
兩國無直航班機，可經由（截至2023年6月29日）：
- 台北→杜拜，再轉機前往哈爾格薩。[72]

## 外部連結
| - 中華民國外交部－索馬利蘭共和國簡介 （页面存档备份，存于） - 台灣駐索馬利蘭共和國代表處（Facebook、Twitter） - 外交部領事事務局－國外旅遊警示分級表 - 中華民國衛生福利部－國際旅遊疫情建議等級 - 中華民國經濟部國際貿易署 - 中華民國國際經濟合作協會 （页面存档备份，存于） - 索馬利蘭臺商協會的Facebook專頁 - 臺灣駐索馬利蘭技術團的Facebook專頁 | - 索馬利蘭共和國駐臺灣代表處（Facebook、Twitter） |